# Chigozie Agbim
Chigozie Agbim (Gombe, 28 november 1984) is een Nigeriaans voetballer die als doelman uitkomt. Hij speelt sinds 2013 voor de Nigeriaanse club Enugu Rangers, waar hij tussen 2006 en 2009 ook speelde. In januari 2012 debuteerde hij in het Nigeriaans voetbalelftal in een wedstrijd tegen Angola.
In 2013 werd Eze opgenomen in de selectie van Nigeria voor zowel het Afrikaans kampioenschap voetbal 2013 als de FIFA Confederations Cup.

## Erelijst
Nigeria
- Afrika Cup

2013
1 Enyeama ·
2 Yobo  ·
3 Echiéjilé ·
4 Obiora ·
5 Ambrose ·
6 Egwuekwe ·
7 Musa ·
8 Ideye ·
9 Emenike ·
10 Mikel ·
11 Moses ·
12 Gabriel ·
13 Ogude ·
14 Oboabona ·
15 Uche ·
16 Ejide ·
17 Onazi ·
18 Uzoenyi ·
19 Mba ·
20 Igiebor ·
21 Oshaniwa ·
22 Omeruo ·
23 Agbim ·
Coach: Keshi
1 Enyeama ·
2 Yobo  ·
3 Uzoenyi ·
4 Gabriel ·
5 Ambrose ·
6 Egwuekwe ·
7 Musa ·
8 Odemwingie ·
9 Emenike ·
10 Mikel ·
11 Moses ·
12 Odunlami ·
13 Oshaniwa ·
14 Oboabona ·
15 Azeez ·
16 Ejide ·
17 Onazi ·
18 Babatunde ·
19 Nwofor ·
20 Uchebo ·
21 Agbim ·
22 Omeruo ·
23 Ameobi ·
Coach: Keshi